# Danny Pate
Danny Pate (født 23. marts 1979 i Colorado Springs, Colorado) er en tidligere professionel cykelrytter.
I 2001 blev han U23-verdensmester i enkeltstart.